# Sean Lau
Sean Lau Ching-Wan (cinese tradizionale: 劉青雲; cinese semplificato: 刘青云; pinyin: Liú Qīngyún; jyutping: Lau4 Cing1wan4; Hong Kong, 16 febbraio 1964) è un attore cinese di Hong Kong, con origini del Guangdong, Cina continentale.
È stato vincitore di diversi premi agli Hong Kong Film Awards ed ai Golden Bauhinia Awards.

## Biografia
Nato ad Hong Kong nel 1964, Lau ha partecipato al corso di recitazione indetto dalla rete televisiva TVB nel 1983, debuttando poi in televisione l'anno successivo in una serie televisiva intitolata Draw Out the Rainbow. Fino al 1992, tuttavia, non ha ottenuto particolari riconoscimenti di pubblico o critica, finché non è stato inserito nel cast della popolare serie televisiva The Greed of Man , dove ha recitato accanto all'attore Adam Cheng. Dopo la svolta sul grande schermo nel 1986, tuttavia, Lau ha fatto apparizioni televisive sempre più sporadiche, preferendo la carriera cinematografica.
È sposato con Amy Kwok, la quale è stata eletta Miss Hong Kong nel 1991 ed è attualmente un'affermata attrice televisiva.

## Carriera
Il debutto cinematografico è avvenuto nel 1986 con Silent Love, da quel momento Lau ha interpretato con successo ruoli di diverso genere in un grande numero di lungometraggi. Uno dei suoi personaggi di maggior successo è stato quello di un musicista in C'est la vie, mon chérie (1993), accanto alla protagonista femminile Anita Yuen, che gli ha procurato anche una nomination come "Miglior Attore" agli Hong Kong Film Awards. Hanno seguito numerosi film a sfondo poliziesco ed investigativo, titoli quali Big Bullet (1996), Full Alert (1997), The Longest Nite (1998), Running out of Time (1999), Running Out of Time 2 (2001) e Mad Detective (2007). Grazie alla sua versatilità come attore, Lau ha interpretato con grande aplomb anche ruoli comici, in film quali La Brassiere (2001) e Three of a Kind (2003).

## Premi e riconoscimenti

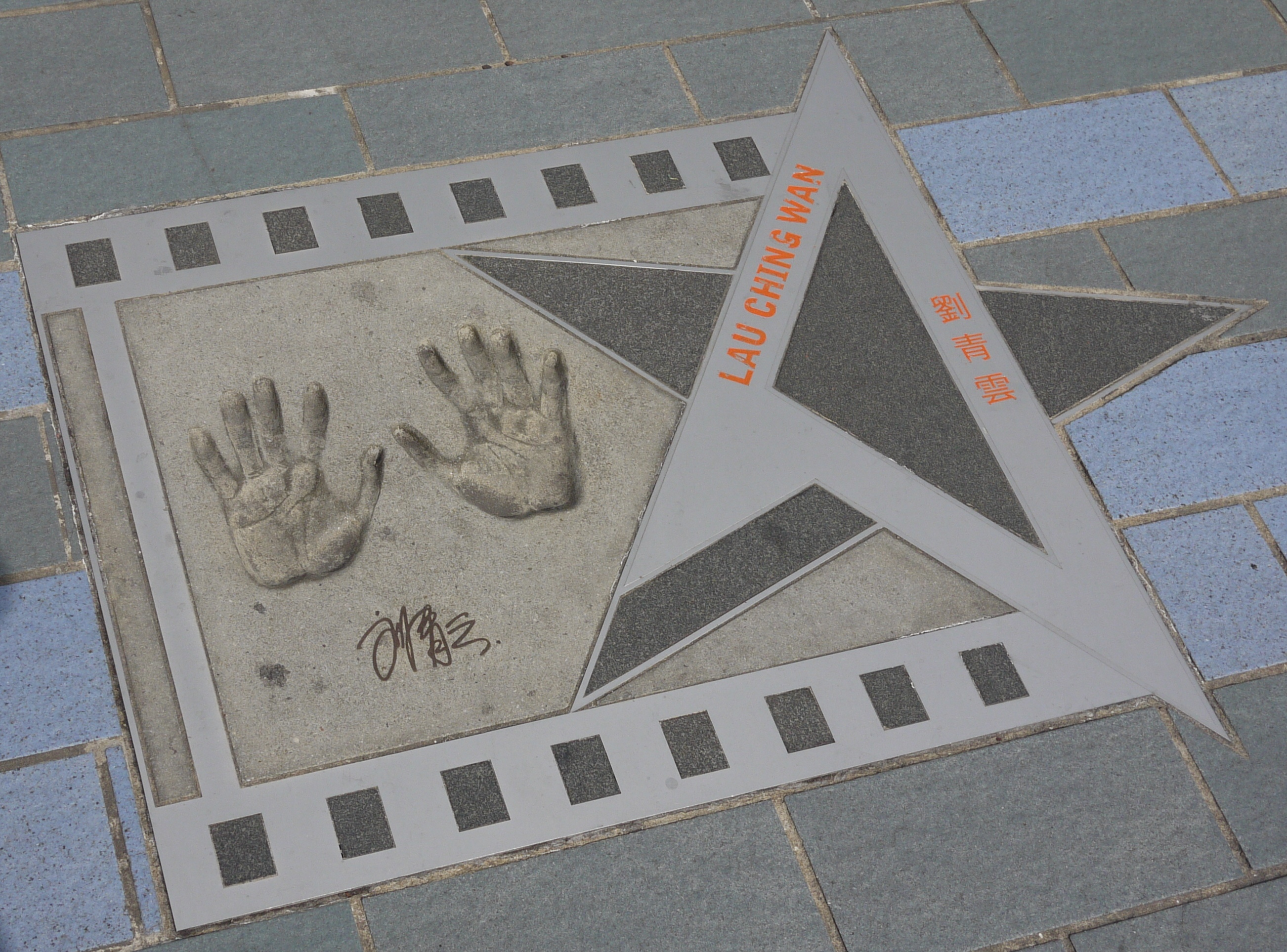
Lau Ching Wan, Avenue of Stars Hong Kong

Dopo aver vinto i premi come "Miglior Attore" agli Hong Kong Film Critics Society Awards (nel 1997 e nel 2001) ed ai Golden Bauhinia Awards (nel 1999), nel 2007 Sean Lau ha anche vinto per la prima volta il premio come "Miglior Attore" agli Hong Kong Film Awards, grazie al ruolo nel film My Name is Fame.
| Anno | Premio                                | Categoria      | Film                    | Risultato       |
| ---- | ------------------------------------- | -------------- | ----------------------- | --------------- |
| 1994 | Quattordicesimi Hong Kong Film Awards | Miglior Attore | Thou Shalt Not Swear    | Candidato/a     |
| 1994 | Quattordicesimi Hong Kong Film Awards | Miglior Attore | C'est la vie, mon chéri | Candidato/a     |
| 1996 | Sedicesimi Hong Kong Film Awards      | Miglior Attore | Big Bullet              | Candidato/a     |
| 1997 | Diciassettesimi Hong Kong Film Awards | Miglior Attore | Full Alert              | Candidato/a     |
| 1997 | Hong Kong Film Critics Society Awards | Miglior Attore | Full Alert              | Vincitore/trice |
| 1998 | Diciottesimi Hong Kong Film Awards    | Miglior Attore | The Longest Nite        | Candidato/a     |
| 1999 | Diciannovesimi Hong Kong Film Awards  | Miglior Attore | Victim                  | Candidato/a     |
| 1999 | Golden Horse Awards                   | Miglior Attore | Victim                  | Candidato/a     |
| 1999 | Golden Bauhinia Awards                | Miglior Attore | Victim                  | Candidato/a     |
| 1999 | Golden Bauhinia Awards                | Miglior Attore | Where a Good Man Goes   | Vincitore/trice |
| 2001 | Hong Kong Film Critics Society Awards | Miglior Attore | La Brassiere            | Vincitore/trice |
| 2003 | Ventitreesimi Hong Kong Film Awards   | Miglior Attore | Lost in Time            | Candidato/a     |
| 2006 | Ventiseiesimi Hong Kong Film Awards   | Miglior Attore | My Name is Fame         | Vincitore/trice |
| 2006 | Golden Bauhinia Awards                | Miglior Attore | My Name is Fame         | Vincitore/trice |
| 2007 | Ventisettesimi Hong Kong Film Awards  | Miglior Attore | Mad Detective           | Candidato/a     |
| 2009 | Ventinovesimi Hong Kong Film Awards   | Miglior Attore | Overheard               | Candidato/a     |

## Filmografia

### Televisione
- Police Cadet '84 (1984)
- The Duke of Mount Deer (1984)
- The Battle Among the Clans (1985)
- Ngan sik lui to (1985)
- Genghis Khan (1987)
- Twilight of a Nation (1988)
- The Greed of Man (1992)
- The Challenge of Life  (1990)
- The Seasons II (1990)
- The Dragon Sword
- The Grand Canal (1987)
- Divine Retribution (2000)

### Cinema
- The Happy Massage Girls
- Silent Love (1986) - Kelly Mak
- Police Story 2 (Ging chaat goo si juk jaap), regia di Jackie Chan (1988)
- Live Hard (1989) - Fai/Capo
- My Dear Son (1989)
- Angel Hunter (1991) - Jack Chow Man-Kit
- The Roar of the Vietnamese (1991) - Fan Wan-Tin
- Water Margin: True Colors of Heroes (1992) - Tso Wu
- The Shootout (1992) - Liu
- The Gods Must Be Crazy IV (1993) - John
- Thou Shalt Not Swear (1993) - Partner di Chow
- Pink Bomb (1993) - Daniel
- Heroic Trio 2: Executioners (1993) - Tak
- Beginner's Luck (1994) - Mark
- C'est la vie, mon chéri (1994) - Kit
- Bloody Hand Goddess (1994)
- I've Got You, Babe (1994) - Charcoal
- Bomb Disposal Officer: Baby Bomb (1994) - Peter Chan
- It's a Wonderful Life (1994) - Cugino
- Shanghai Fever (1994)
- Over the Rainbow Under the Skirt (1994) - Narratore
- The Most Wanted (1994) - Ho Chi-Yung/Cat
- Don't Shoot Me, I'm Just a Violinist (1994) - Mozart
- Oh! My Three Guys (1994) - Hoi
- I Wanna Be Your Man (1994) - Lu Che-Mo
- Return to a Better Tomorrow (1994) - Big Lobster
- Tragic Fantasy: Tiger of Wanchai (1994) - Dee
- The Third Full Moon (1994) - Partner di Chow
- Tears and Triumph (1994) - Xie Shi-Wen
- Loving You (1995) - Lau
- Once in a Lifetime (1995) - Kei-on
- Mother of a Different Kind (1995) - Supt Cheung Hung
- Only Fools Fall in Love (1995) - Chiu Ford
- Wealthy Human Realm (1995, non accreditato) - Cameo
- Sea Root (1995) - Sea Root
- Happy Hour (1995) - Chong Tsang
- Doctor Mack (1995) - Chiu
- The Golden Girls (1995) - Chun Wei
- New Tenant (1995) - Joe
- Tricky Business (1995) - Ko Hing
- Romantic Dream (1995) - Hung Chi-Lung
- La vendetta della maschera nera (1996) - Ispettore 'Rock' Shek
- A sangue freddo - Beyond Hypothermia (1996) - Long Shek
- Big Bullet (1996) - Bill Zhu
- Tristar (1996) - Fa
- Muto Bontie (1996) - Lam Chak-Chi/Chi
- Viva Erotica (1996) - Yee Tung-Sing
- Final Justice (1996) - Padre Lee (Ho)
- My Dad Is a Jerk (1997) - Li Lap-Cheong
- Full Alert (1997) - Ispettore Pao
- Fireline (1997) - Yau Sui
- The Longest Nite (1997) - Tony
- Too Many Ways to Be No. 1 (1997) - Kau
- Expect the Unexpected (1998) - Sam
- Step Into the Dark (1998) - Dottor Care Quan
- The Victim (1999) - Manson Ma
- Running Out of Time (1999) - Ispettore Ho Sheung-Sang
- Where a Good Man Goes (1999) - Michael
- The H.K. Triad (1999) - Ho
- A Hero Never Dies (1998) - Martin
- Running Out of Time 2 (2001) - Ispettore Ho Sheung-Sang
- La Brassiere (2001) - Johnny
- Lunch with Charles (2001) - Tong
- Mighty Baby (2002) - Johnny Hung
- My Left Eye Sees Ghosts (2002) - Ken Wong
- Fat Choi Spirit (2002) - Ching Wan
- Lost in Time (2003) - Dai Fai
- Good Times, Bed Times (2003) - Raymond
- Colour of the Truth (2003) - Seven Up
- The Attractive One (2004) - Hugo
- Three of a Kind (2004) - Frankie
- Driving Miss Wealthy (2004) - Mario/Kit
- Itchy Heart (2004) - Poon Chi-Man
- Fantasia (2004) - Michael
- Himalaya Singh (2005) - Uncle Panic
- My Name is Fame (2006) - Poon Kar-Fai
- The Shopaholics (2006) - Choosey Lee
- Mad Detective (2007) - Chan Kwai-Bun
- Poker King (2009) - Uno
- Written By (2009) - Tony
- Overheard (2009)
- Overheard 2 (2011)
- Life Without Principle (2011) - Wen
- The Great Magician (2012)
- The White Storm 2013